# Herb gminy Abramów
Herb gminy Abramów – jeden z symboli gminy Abramów, autorstwa Henryka Seroki, ustanowiony 17 sierpnia 2018.

## Wygląd i symbolika
Herb przedstawia na tarczy w polu srebrnym błękitny kwiat orlika ze złotym środkiem. Herb gminy nawiązuje do krajobrazu naturalnego gminy, w tym rezerwatu Kozi Bór oraz miejscowej tradycji historycznej i rodziny Kozłów najstarszych sołtysów z terenu gminy z XV wieku.